# Isaac Terrazas
Isaac Terrazas García est un ancien joueur mexicain de football, aujourd'hui retraité, né le 23 juin 1973 à Mexico, qui occupe actuellement le poste de directeur sportif du club mexicain du CD Veracruz.

## Biographie
Formé au Club América au poste de défenseur, il porta ensuite les couleurs du CF Aguascalientes, du Club Deportivo Irapuato et du Club Deportivo Tiburones Rojos de Veracruz.
International mexicain à 15 reprises entre 1997 et 1999, il a eu l'occasion de disputer plusieurs compétitions internationales avec les Tricolor (Coupe du monde 1998, Copa América 1999 ou la Coupe des confédérations). Il a inscrit deux buts en équipe nationale, dont un lors de la Copa América 1999.
Il remporte avec le Mexique l'édition 1999 de la Coupe des confédérations.

## Palmarès
- Coupe des confédérations 1999 avec l'équipe nationale du Mexique